# 福島市信夫ヶ丘競技場
福島市信夫ヶ丘競技場（ふくしまししのぶがおかきょうぎじょう）は、福島県福島市の運営する信夫ヶ丘運動場内にある日本陸連第三種公認競技場。2023年4月1日より福島市に本社を置く誠電社が命名権を取得しており、愛称として「誠電社WINDYスタジアム」の呼称を用いている（後述）。

## 概要
所在地は福島市古川14番地1。あづま陸上競技場と並ぶ福島市最高設備のスタジアム。市の中心部の近くに位置することから、市内各学校の運動会から全国レベルの大会まで、稼働率は高い。運動場内には、他に野球場や、サブグラウンドがある。
1952年（昭和27年）10月、第7回国民体育大会開会式会場となる。開会式には昭和天皇、香淳皇后の行幸啓もあった。
1978年、昭和53年度全国高等学校総合体育大会会場の一つとして使用された際、トラックを全天候型にするなどの改修が行われ、現在は東日本女子駅伝のスタートならびにゴール地点でもある。2013年はあづま陸上競技場が改修中であったため、福島ユナイテッドFCの本拠地として、JFL主催試合を11試合実施した。また、L・リーグの試合が開催されたこともある。

## 設備
- スタンド：収容人数:16400人（メインスタンド 約5000・固定座席、他は芝生席）
- 陸上用トラック：400m×8レーン（全天候舗装）
- 天然芝ピッチ：102m×72m
- 得点板
- トレーニング室
- 室内走路
- 放送設備
- 照明と電光掲示板はなし。

## 命名権
2023年2月24日、福島市は所有する3つの施設で命名権（ネーミングライツ）を導入すると発表。このうち、当競技場については福島市に本社を置く誠電社と締結。契約期間は2023年4月1日から5年間・年額は120万円で、同日より「誠電社WINDYスタジアム」の呼称を用いている。

## アクセス
- 福島駅より自動車で約20分、福島交通バス・堀河町下車、徒歩5分。
- 東北自動車道・福島飯坂ICより30分。